# Aéroport de Pohang
L'aéroport de Pohang est un aéroport à Pohang, en Corée du Sud (code IATA : KPO • code OACI : RKTH) a usage civil et militaire.

## Histoire

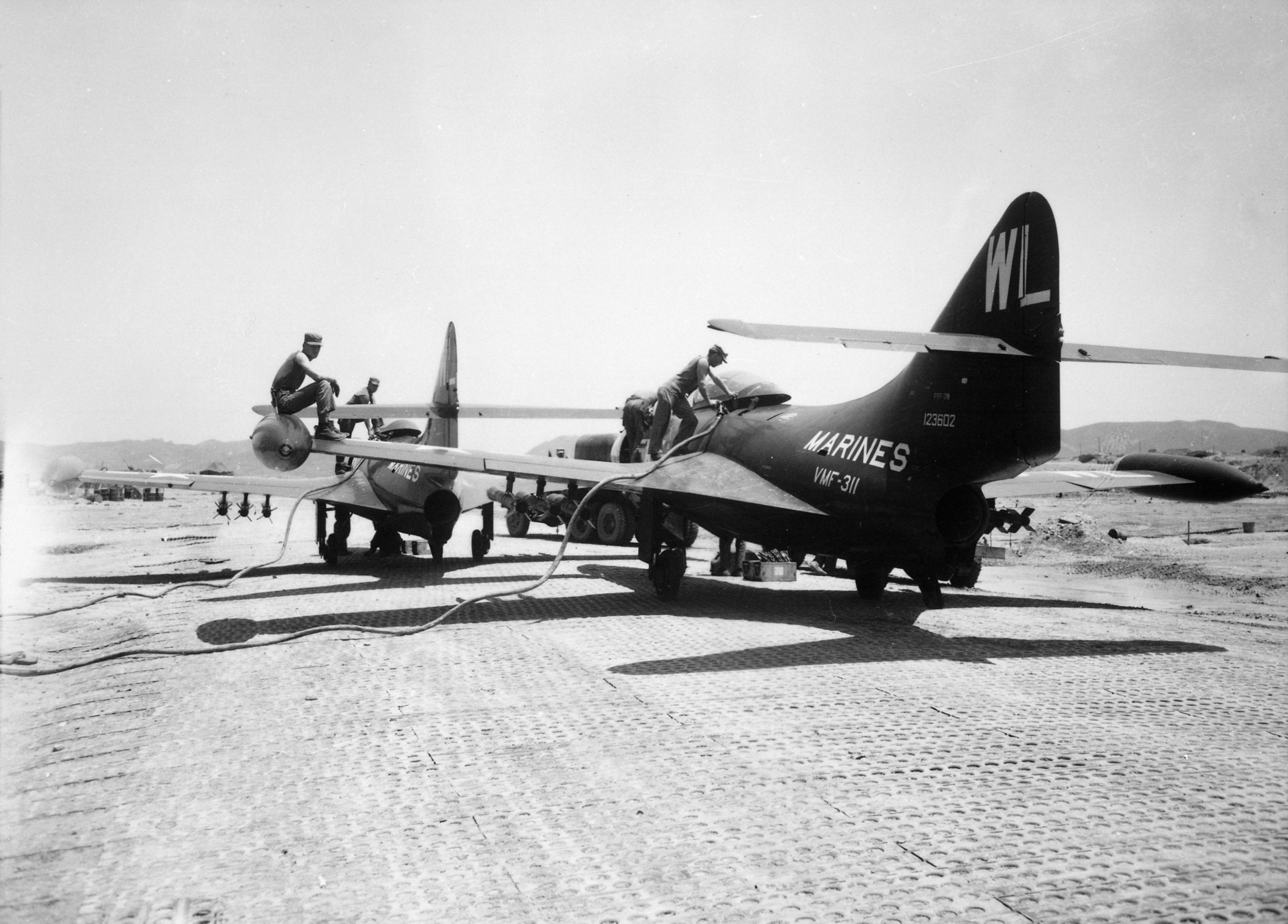
Des F9F Panther de la United States Marine Corps Aviation se ravitaillant en carburant sur la base K-3 entre 1950 et 1951.

Durant la guerre de Corée, l'USAF construit une base aérienne à partir de juillet 1950. Elle est nommée K-3 et devient après-guerre l’aéroport de Pohang.
Le 12 aout 1950, la 12e division d'infanterie nord-coréenne s'infiltre à Pohang obligeant les avions américains alors sur place à se replier au Japon. La zone sera reprise par les forces alliés plusieurs jours plus tard.
Six Grumman F9F-4 du VMF-115 (en) s'écrasent le 10 septembre 1952 par mauvais temps sur une montagne sud-coréenne à la suite d'une défaillance des instruments de navigation de l’avion de tête en voulant atterrir sur la base aérienne de Daegu. Les six pilotes sont tués.
Depuis la guerre froide, elle est employée par la Marine de la république de Corée et l'USMC.
En 2011, 255 227 passagers ont utilisé l'aéroport.

## Situation
| \| 50 km1:7 951 000 \| Cheongju Daegu Pusan · Gimhae Séoul · Gimpo Gunsan Gwangju Séoul · Incheon Jeju Muan Pohang Sachéon Ulsan Wonju Yangyang Yeosu |
| 50 km1:7 951 000 |

## Statistiques
Le graphique qui aurait dû être présenté ici ne peut pas être affiché car il utilise l'ancienne extension Graph, désactivée pour des questions de sécurité. Des indications pour créer un nouveau graphique avec la nouvelle extension Chart sont disponibles ici.

Voir la requête brute et les sources sur Wikidata.

## Compagnies aériennes et destinations
| Compagnies | Destinations      |
| ---------- | ----------------- |
| Korean Air | Jeju, Séoul-Gimpo |

Édité le 05/10/2019